# ویزنفلدن
ویزنفلدن (به آلمانی: Wiesenfelden) یک شهر در آلمان است که در بایرن واقع شده‌است.

## خصوصیات
ویزنفلدن ۷۸٫۲۴ کیلومترمربع مساحت دارد ۶۱۰ متر بالاتر از سطح دریا واقع شده‌است.